# 盧學禮
盧學禮（1543年—？），字立甫、又字立夫，號趨庭，直隸大名府東明縣人，民籍，明朝政治人物。

## 生平
隆慶元年（1567年）丁卯科順天府鄉試第七十六名。萬曆五年（1577年）丁丑科會試第二百七十九名，登進士第三甲第一百四十三名進士。授南召知县，调山西临汾县知县，以外艰去职。服除，乃补东阿县，浃岁召擢兵部武选司主事，升员外郎、车驾司郎中，出为兖州府知府。期間與易登瀛修《兖州府志》，延請于慎行纂，萬曆二十四年（1596年）刊刻，共五十二卷。
复丁继母忧，服除，復除湖广襄阳府知府，二十八年七月升陕西按察司副使、整饬洮岷兵备。与敕使忤，竟拂衣归，归不数月病逝。

## 家族
曾祖盧欽；祖父盧澄，曾任壽官；父盧九錫，號遜菴。母蔡氏；繼母盛氏。严侍下。弟盧學樂（萬曆乙酉举人）、學射、學御。